# Laphria albitibialis
Laphria albitibialis är en tvåvingeart som beskrevs av Macquart 1847. Laphria albitibialis ingår i släktet Laphria och familjen rovflugor. Inga underarter finns listade i Catalogue of Life.